# Indreabhán
Indreabhán (Engels: Inverin) is een plaats in het Ierse graafschap Galway. De plaats bevindt zich in de Gaeltacht. Bij het dorp ligt Aerphort Chonamara dat met name wordt gebruikt door Aer Arann, die vanaf hier naar de Araneilanden vliegt.